# Solitude Aeturnus
Solitude Aeturnus est un groupe d'epic doom metal américain, originaire d'Arlington, au Texas.

## Biographie
Le groupe est formé en 1987 sous le nom de Solitude. Leur formation est très instable les deux premières années. À la fin de 1988, des changements de formation s'effectuent avec Perez à la guitare, Edgar Rivera à la guitare, Robert Lowe au chant, Lyl Steadham à la basse et John « Wolf » Covington à la batterie. Cette formation durera jusqu'à sept ans 1996. Ils enregistrent leur première démo And Justice for All..., titre qui devra changer sept mois plus tard après la sortie de l'album homonyme de Metallica. Plus tard, le groupe enregistre une deuxième démo qui comprend les chansons Mirror of Sorrow et Opaque Divinity. Cette démo attire l'attention du label indépendant King Klassic.
Le groupe entre au studio Dallas Sound Lab en janvier 1990 pour enregistrer leur tout premier album, Into the Depths of Sorrow. Après un mauvais premier mixage audio, le groupe revient aux Sound Logic Studios pour un remix. Le budget de l'album est 3 000 $. Après sa sortie, l'album attire l'intérêt du label Roadrunner Records qui signe directement Solitude Aeturnus. L'album voit finalement le jour en 1991 après un an et demi d'enregistrements. En mars 1992, le groupe revient aux studios Sound Logic pour son deuxième album, Beyond the Crimson Horizon, qui sera publié en juillet 1992, et suivi par une tournée américaine avec les Paul Di'Anno's Killers. La tournée dure six semaines. Peu après, en février 1993, le groupe se sépare de Roadrunner, puis signe au label Pavement Records. Ils décident à ce moment d'enregistrer leur troisième album, Through the Darkest Hour, à la fin de mars 1994 aux Rhythm Studios. Après quelques mois de négociations, le groupe joue pour Mercyful Fate pendant une longue tournée américaine de six semaines. Ils jouent ensuite en Europe avec le groupe de doom Revelation.
Leur nouvel album, Downfall, est enregistré à Dallas, au Texas. Lyle Steadham quitte le groupe peu après l'enregistrement de Downfall. Le groupe recrute Teri Pritchard comme bassiste temporaire. Cette formation tourne en Europe en avril 1996 avec le groupe de power metal Morgana Lafey. En décembre 1997, le groupe signe au label Massacre Records et enregistre l'album Adagio, cette fois aux Rhythm Studios en Angleterre, en mars 1998. L'album est publié en juin la même année. Le groupe tourne en Europe en septembre 1998 avec Savior Machine. Adagio sort finalement aux États-Unis en janvier 1999 au label Olympic Records.
Après quelques années de silence, le groupe revient en studio à la fin de 2004 pour enregistrer un nouvel album, intitulé Alone. L'enregistrement de l'album s'effectue pendant près de deux ans après quelques retards. Leur album est finalement publié en 2006 au label Massacre Records. Cette même année Robert Lowe devient le nouveau chanteur de Candlemass. Le 7 mai 2007, Metal Mind Productions annonce le premier DVD du groupe, intitulé Hour of Despair pour le 26 juin. L'année suivante, au début de 2008, le même label annonce la réédition de leurs deux albums Through the Darkest Hour et Downfall en format digipack limité à 2 000 exemplaires. Encore l'année suivante, 2009, l'album Hour of Despair, la version audio du DVD homonyme, est annoncé. Le groupe ne donnera plus signe de vie depuis 2011.

## Membres

### Membres actuels
- John Perez – guitare (depuis 1987)
- Robert Lowe – chant (depuis 1988)
- Steve Moseley – guitare (depuis 2004), basse (1998–2004)
- James Martin – basse (depuis 2005)
- Steve Nichols – batterie, percussions (depuis 2005)

### Anciens membres
- Chris Hardin – basse (1987–1989)
- Tom Martinez – guitare (1987–1989)
- Kris Gabehardt – chant (1987–1988)
- Brad Kane – batterie, percussions (1987–1988)
- Lyle Steadham – basse (1989–1996)
- John Covington – batterie, percussions (1990–2005)
- Edgar Rivera – guitare (1990–1998)
- Kurt Joye – basse (2004–2005)

### Membres de session
- Teri Pritchard – basse (1997)
- David Header – batterie, percussions (2005)

## Discographie

### Albums studio
- 1990 : Into the Depths of Sorrow
- 1992 : Beyond the Crimson Horizon
- 1994 : Through The Darkest Hour
- 1996 : Downfall
- 1998 : Adagio
- 2006 : Alone

### Démos
- 1989 : And Justice for All...
- 1993 : Demo Promo

### Split
- 1996 : The New Wave of American True Metal (avec Iron Rainbow)

## Vidéos
- 1994 : Days of Doom
- 2007 : Hour of Despair (DVD)